# 費爾菲爾德鎮區 (密歇根州夏厄沃西縣)
費爾菲爾德鎮區（英語：Fairfield Township）是位於美國密歇根州夏厄沃西縣的一個行政鎮區。

## 地方資料
費爾菲爾德鎮區的面積為64.93平方千米，當中陸地面積為64.91平方千米，而水域面積為0.02平方千米。根據2020年美國人口普查的數據，當地共有人口652人，而人口密度為每平方千米10.04人。